# Embracer Group
Embracer Group (anciennement Nordic Games Publishing AB et THQ Nordic AB) est un groupe suédois spécialisé dans les jeux vidéo et les médias basé à Karlstad, en Suède, et avec un second bureau à Vienne, en Autriche. Il possède une présence mondiale à travers ses filiales THQ Nordic, Koch Media/Deep Silver, Coffee Stain, Amplifier Game Invest, Saber Interactive, DECA Games,  Easybrain, Asmodee Éditions et Dark Horse Comics.
Par ses nombreuses acquisitions de studios au cours des années 2010 et 2020, le groupe Embracer est notamment détenteur des droits d'exploitation en jeu vidéo des licences Tomb Raider, Deus Ex, Borderlands, Dead Island, Le Seigneur des Anneaux et Le Hobbit.
En 2023, après plusieurs années de croissance importante et d'achats de studios et de licences prestigieuses, le groupe échoue à signer avec l'Arabie saoudite un contrat qui aurait amorti des capitaux qu'Embracer avait déjà engagés. Il entame alors une phase de restructuration qui se traduit par le licenciement de 5 % de ses effectifs et l'annulation de quinze projets de jeux en développement.
En 2024 elle se sépare respectivement de Gearbox Software à Take Two Interactive pour 460 millions de dollars, et d'une partie de Saber Interactive redevenant indépendant,.
Le 22 avril 2024, Embracer annonce la dissolution et la séparation des entités au sein de Embracer Group pour 2025. Cette dissolution entraine la création de 3 nouvelles entités, Asmodee, Coffee Stain & Friends et Middle-earth Enterprises & Friends devenant le nouveau nom de l'entité Embracer aux yeux de la bourse.

## Histoire

### L’ancien Nordic Games (1990-2004)
Dès son plus jeune âge, l'entrepreneur suédois Lars Wingefors a commencé à vendre avec succès une gamme diversifiée de produits, notamment des magazines de Noël et des sacs en plastique, et à l'âge de 13 ans, il a fondé LW Comics, une société qui vendait des bandes dessinées d'occasion. Il a établi l'entreprise comme une société de vente par correspondance en utilisant un registre de clients de 2 000 entrées qu'il avait acquis d'une autre société de vente par correspondance défunte. La société gagnait près de 300 000 kr par an. À 16 ans, Wingefors a établi une deuxième société, Nordic Games, qui a fait la même chose que LW Comics, bien qu'avec des jeux vidéo utilisés au lieu de bandes dessinées. Au cours de sa première année, l'entreprise a généré un chiffre d'affaires de 5 millions de kr. Avec un revenu croissant tout au long des années 1990, Nordic Games a été transformé en une chaîne de vente au détail - dans la même veine que la société britannique de vente au détail de jeux vidéo Game - et a ouvert sept magasins à travers la Suède. La société a également acquis Spel- & Tele shopen, un magasin de jeux à Linköping, en Suède, qui avait été fondé par Pelle Lundborg quatre ans auparavant.
Vers la fin des années 1990, Nordic Games souffrait d'une mauvaise structure d'entreprise et Wingefors a été invité à rechercher de nouveaux partenaires ou à apporter du capital-risque, bien qu'il ait plutôt choisi de vendre l'entreprise à Gameplay Stockholm, la filiale suédoise d'échelle européenne du détaillant Gameplay.com, en mars 2000 pour l'action Gameplay.com d'une valeur de 5,96 millions de livres sterling.
Sous Gameplay, Nordic Games n'a pas réussi à générer beaucoup de revenus ; la société a tenté de créer des activités de jeux mobiles, de distribution numérique et de décodeurs de télévision par câble, qui n'ont pas gagné en popularité. Lorsque la bulle dot-com a éclaté, Gameplay a été en butte à des difficultés financières et Nordic Games a été revendu à Wingefors en mai 2001 pour une somme symbolique de 1 kr (à l'époque équivalente à 0,07 GB £). Wingefors a fait appel à des capital-risqueurs et a réformé la société pour ne vendre que des jeux nouvellement sortis, mais la société a fait face à une forte concurrence et a finalement déposé son bilan en 2004.

### Le nouveau Nordic Games (2004-2011)

Ancien logo de Nordic Games. (2008–2016).

Wingefors a investi l'argent qu'il avait laissé dans une nouvelle société anonyme et, avec des clients potentiels agissant en tant qu'investisseurs, a réformé Nordic Games sous le nom de Game Outlet Europe. La nouvelle société a connu le succès en achetant des stocks invendus auprès de plus grandes sociétés de jeux vidéo, telles qu'Electronic Arts, en les reconditionnant sur des palettes dans son siège social de Karlstad et en les vendant sur le marché international et via d'autres chaînes de vente au détail, telles que Jula, Coop et ICA. En décembre 2008, une nouvelle société sous le nom de Nordic Games a été créée en tant que filiale d'édition de jeux vidéo de Game Outlet Europe. La filiale a commencé avec sept personnes, y compris Wingefors - en tant qu'actionnaire principal - basé au siège social de la société à Karlstad, Lundborg - en tant que directeur général - basé à Malaga, en Espagne, et Nik Blower, basé à Londres, en Angleterre.
L'idée derrière le nouveau Nordic Games était d'investir dans le développement de jeux qui combleraient les lacunes du marché des jeux vidéo ; Wingefors et Lundborg avaient remarqué que la gamme de jeux pour les plates-formes Nintendo manquait de jeux de karaoké similaires à SingStar, qui était exclusif aux consoles PlayStation. Basé sur des documents d'exigence de 100 pages de Nintendo, qui incluaient que les microphones du jeu devraient être produits par Logitech et quatre mois de recherche dans un bar karaoké à Watford, en Angleterre, Nordic Games a rassemblé une liste de chansons pour le jeu et a commencé produisant ce qui deviendra plus tard We Sing. À cette époque, Nordic Games a également sorti Dance Party Club Hits, un jeu de danse livré avec un tapis de danse. En 2009, Nordic Games a réalisé un chiffre d’affaires de 50 millions de kr, dont 75 % proviennent des ventes de We Sing. Pour 2010, la société projetait un chiffre d'affaires de 200 millions de kr, tandis qu'en même temps, Lundborg cherchait de nouveaux investisseurs dans la société pour la rendre indépendante de Game Outlet Europe. En mars 2011, Nordic Games Holding avait été établi en tant que société de portefeuille, avec Game Outlet Europe et Nordic Games alignés comme ses filiales.

### Expansion internationale (2011-2023)

Ancien logo de THQ Nordic AB. (2016–2019).

En juin 2011, Nordic Games Holding a acquis les actifs de l'éditeur insolvable JoWooD Entertainment et de ses filiales. Les actifs acquis ont été transférés à Nordic Games GmbH, une filiale de Nordic Games qui avait été établie à Vienne, en Autriche, plus tôt cette année-là. Plusieurs anciens employés de JoWooD ont été embauchés par Nordic Games GmbH pour travailler sur les ventes en arriéré d'anciennes propriétés JoWooD et l'équipe d'édition de Nordic Games a été bientôt intégrée à Nordic Games GmbH pour faciliter les opérations. En avril 2013, Nordic Games Licensing, au nom de Nordic Games Holding (maintenant rebaptisé Nordic Games Group), a acquis de nombreux actifs de l'éditeur en faillite THQ, qui ont tous été à nouveau transférés à Nordic Games GmbH.
En juin 2014, Nordic Games a acquis la marque « THQ », dans l'intention d'utiliser le nom comme étiquette d'édition pour ses propriétés THQ. En août 2016, Nordic Games a annoncé que lui-même et sa filiale viennoise avaient été renommés THQ Nordic (respectivement THQ Nordic AB et THQ Nordic GmbH). Selon Reinhard Pollice de Wingefors et THQ Nordic GmbH, le changement de nom a été effectué pour capitaliser sur la bonne réputation du passé de THQ, bien qu'ils aient évité de nommer les entreprises simplement "THQ" pour éviter que des connexions avec l'histoire plus récente et troublée de THQ ne soient faites. Le 22 novembre 2016, THQ Nordic a lancé son premier appel public à l'épargne et est devenue une société ouverte coté à la bourse Nasdaq First North, évalué à 1,9 milliard de kr, tandis que Wingefors a conservé une participation de 50 % dans la société.
En février 2018, THQ Nordic a acquis Koch Media Holding, la société mère de la société de médias autrichienne Plaion, qui à son tour détenait et exploitait le label de jeux vidéo Deep Silver, pour 121 millions d'euros. Koch Media devait opérer indépendamment sous THQ Nordic, distinct de THQ Nordic GmbH. Pour mieux refléter sa fonction de holding et pour éviter toute confusion entre THQ Nordic AB et son bureau viennois, THQ Nordic AB a déclaré qu'elle prévoyait de se renommer.
En juin 2018, la société a émis 7,7 millions de nouvelles actions de catégorie B pour lever 168 millions de dollars, qui seraient utilisées pour de futures acquisitions. En novembre 2018, THQ Nordic a acquis Coffee Stain Holding, la société holding suédoise qui abrite le développeur Coffee Stain Studios et des sociétés affiliées, pour 317 millions de kr en espèces. Coffee Stain est devenu la "troisième jambe" de THQ Nordic, fonctionnant indépendamment comme Koch Media. Au cours des deux acquisitions et les ventes continues de Nordic GmbH THQ, le chiffre d'affaires de THQ Nordic a augmenté de 713 %, à US $ 447 600 000 en 2018 l'exercice. En février 2019, THQ Nordic a émis 11 millions de nouvelles actions de catégorie B, levant 2,09 milliards de kr (225 millions de dollars).
À la fin de son premier trimestre fiscal 2019, THQ Nordic a acquis Game Outlet Europe auprès de Nordic Games Group pour 10 millions de kr. En août 2019, la société a acquis la société d'investissement Goodbye Kansas Game Invest (GKGI) pour 42,4 millions de kr. GKGI détenait des investissements minoritaires dans cinq développeurs de démarrage — Palindrome Interactive, Fall Damage, Neon Giant, Kavalri Games et Framebunker — ainsi que des droits de redevances sur le Biomutant publié par THQ Nordic GmbH. Les investissements de GKGI dans Bearded Dragons, Goodbye Kansas VR et IGDB ont été retenus par sa société mère précédente, Goodbye Kansas. GKGI avait été fondée en 2016 et au moment de l'acquisition, elle comptait quatre employés à temps plein.

Pour éviter toute confusion supplémentaire avec THQ Nordic GmbH et clarifier sa position en tant que société holding, THQ Nordic a pris le nom de «Embracer Group» lors de son assemblée générale annuelle du 17 septembre 2019, tandis que la succursale de Vienne a conservé son nom. En décembre 2019, la société, par l'intermédiaire de GKGI, a acquis le développeur suédois Tarsier Studios pour 99 millions de kr. L'accord comprenait les 65 employés et la propriété intellectuelle du studio, à l'exclusion de Little Nightmares et The Stretchers, qui restaient avec leurs propriétaires respectifs.
GKGI a été rebaptisé Amplifier Game Invest en janvier 2020 pour mieux refléter sa nouvelle propriété sous Embracer Group. Ce même mois, Amplifier a ouvert River End Games, à Göteborg, en Suède et C77 Entertainment à Seattle, aux États-Unis ; deux studios de développement, chacun avec des vétérans des studios de jeux des régions respectives.
Embracer acquiert Saber Interactive et ses cinq studios internes en février 2020 pour un total de 525 millions de dollars américains, faisant de Saber la cinquième filiale directe d'Embracer. Embracer a levé 164 millions de dollars en avril 2020, à utiliser pour une future expansion.
Embracer Group a annoncé sept acquisitions en août 2020: 4A Games et New World Interactive, qui seront sous l’entité Saber Interactive ; Palindrome Interactive, Rare Earth Games et Vermila Studios qui seront sous Amplifier Game Invest ; Pow Wow Entertainment qui sera sous THQ Nordic ; et enfin DECA Games qui est devenue la sixième filiale directe d'Embracer et conservera son autonomie dans le cadre de l'opération. Le groupe, sous Koch Films, a également acquis Sola Media, un groupe de licence de télévision et de film basé à Stuttgart se concentrant sur les enfants et les propriétés familiales.
Embracer Group a annoncé trois acquisitions majeures en février 2021 : Gearbox Software pour un prix de 1,3 milliard de dollars pour lequel il deviendra le septième groupe opérationnel au sein d'Embracer, Easybrain pour 640 millions de dollars qui deviendra le huitième groupe opérationnel et Aspyr Media pour 450 millions de dollars qui sera une filiale sous Saber Interactive,.
Embracer Group a annoncé l'acquisition du géant français de création de jeux de société : Asmodee le 17 décembre 2021 pour la somme de 3 milliards de dollars.
Le 21 décembre 2021, Embracer Group annonce l'acquisition de la société Dark Horse Média, qui inclut l'éditeur de comics Dark Horse Comics, la société de production Dark Horse Entertainment et la chaine de magasins spécialisés Things From Another World. Dark Horse Média dispose de plus de 300 propriétés intellectuelles. Parmi celles-ci, on trouve notamment Hellboy, Sin City, ou encore Umbrella Academy. Darck Horse édite plusieurs licences de jeux vidéo en Comics avec entre autres Mass Effect, Overwatch, Apex et Dragon Age.
Le 2 mai 2022, Embracer Group annonce un accord pour l'acquisition de Crystal Dynamics, Eidos Montréal et Square Enix Montréal ainsi que plusieurs propriétés intellectuelles, dont Deus Ex, Tomb Raider, ou Legacy of Kain pour 300 millions de dollars auprès de Square Enix. L'ensemble des quelque 1 100 employés des trois studios répartis dans 8 emplacements seront intégrés au groupe.
Le 18 août 2022, Embracer Group conclut un accord pour acquérir Middle-earth Enterprises auprès de The Saul Zaentz Company. Par cet achat, Embracer Group acquiert la propriété intellectuelle et des droits mondiaux pour les films cinématographiques, jeux vidéo, jeux de société, merchandising, parcs à thème et productions scéniques liés à la trilogie de la littérature fantastique Le Seigneur des Anneaux et Le Hobbit de J. R. R. Tolkien, ainsi que des droits correspondants dans d'autres œuvres littéraires liées à la Terre du Milieu autorisé par le Tolkien Estate et HarperCollins, qui n'ont pas encore été explorés.
En parallèle, Embracer Group annonce la signature d'accords pour l'acquisition des studios Singtrix (spécialiste du karaoké), Tatsujin, Limited Run Games (distributeur spécialisé dans le format physique et étidions collectors), Tuxedo Labs, Bitwave Games, Gioteck et Tripwire Interactive.

### Restructuration (2023-2024)
En 2023, le groupe entame une phase de ré-organisation de ses effectifs, notamment après l'échec d'un contrat à 2 milliards de dollars avec l'instance vidéoludique de l'Arabie saoudite, le Savvy Games Group. Embracer comptait sur ce contrat pour « amortir des coûts déjà capitalisés pour une gamme de jeux à gros budget », et l'annonce de cet échec dévalue le groupe de 44 % à la Bourse de Stockholm.
Dans ce cadre, le groupe ferme le studio Volition, procède à des licenciements dans toutes ses divisions, et annonce cherche à vendre le studio Gearbox Software, pourtant acheté pour 1,3 milliard de dollars seulement deux ans auparavant,. En septembre, l'entreprise récapitule avoir licencié 900 employés, soit 5 % de sa main d'œuvre, et avoir annulé le développement de quinze jeux déjà entamés.*
Ils ont également fermé l'entreprise de jeu vidéo Free Radical Design le 11  décembre 2023, alors qu'elle avait rouvert en mai 2021. Free Radical n'aura jamais pu faire d'autres jeux.
En mars 2024, Take-Two annonce l'acquisition de Gearbox à Embracer pour 440 millions de dollars. Et enfin, ils ont vendu Saber Interactive et toute leur entreprises affiliées.

### Dissolution (2024-2025)
Le 22 avril 2024, Embracer annonce la dissolution et la séparation des entités au sein de Embracer Group pour 2025. Cette dissolution entraine la création de 3 nouvelles entités, Asmodee, Coffee Stain & Friends et Middle-earth Enterprises & Friends.
Asmodee devrait se concentrer sur le jeu de plateau, les jeux de cartes ainsi que les adaptations de ses derniers en jeux vidéos.
Coffee Stain devrait se concentrer sur la partie jeu vidéo indépendant, AA et jeux services (incluant notamment THQ Nordic).
Enfin, Middle-earth Enterprises & Friends regroupera tous les studios AAA, mais aussi la licence Metro, Seigneur des Anneaux et Tomb Raider. Cette dernière devrait être le nouveau « Embracer » du côté de la bourse.
Lars Wingefors, fondateur et PDG de Embracer restera propriétaire des nouvelles entités.

## Divisions et filiales
En 2023, Embracer Group dispose de 12 groupes opérationnels, de 134 studios de développement internes et emploie plus de 16 200 salariés et sous-traitants dans plus de 40 pays.
| Organisation                      | Studios                               | Localisation                     | Fondation/Acquisition | Réf.              |
| --------------------------------- | ------------------------------------- | -------------------------------- | --------------------- | ----------------- |
| Amplifier Game Invest             | C77 Entertainment                     | Göteborg, Suède                  | Janvier 2020          | [ 36 ]            |
| Amplifier Game Invest             | Misc Games                            | Stavanger, Norvège               | 2019                  | [ 37 ]            |
| Amplifier Game Invest             | DESTINYbit                            | Ravenne, Italie                  | Mai 2020              | [ 38 ]            |
| Amplifier Game Invest             | River End Games                       | Seattle (Washington)             | Janvier 2020          | [ 39 ]            |
| Amplifier Game Invest             | Tarsier Studios                       | Malmö, Suède                     | Décembre 2019         | [ 40 ]            |
| Amplifier Game Invest             | Palindrome Interactive                | Skövde, Suède                    | Août 2020             | [réf. nécessaire] |
| Amplifier Game Invest             | Rare Earth Games                      | Vienne (Autriche)                | Août 2020             | [réf. nécessaire] |
| Amplifier Game Invest             | Vermilia Studios                      | Madrid, Espagne                  | Août 2020             | [réf. nécessaire] |
| Amplifier Game Invest             | Plucky Bytes                          | Karlstad, Suède                  | Novembre 2020         | [ 41 ]            |
| Amplifier Game Invest             | Silent Games                          | Newcastle upon Tyne, Royaume-Uni | Novembre 2020         | [ 41 ]            |
| Coffee Stain                      | Box Dragon                            | Gothenburg                       | Novembre 2020         | [ 42 ]            |
| Coffee Stain                      | Coffee Stain North                    | Stockholm, Suède                 | Novembre 2018         | [ 43 ]            |
| Coffee Stain                      | Coffee Stain Studios                  | Skövde, Suède                    | Novembre 2018         | [ 44 ]            |
| Coffee Stain                      | Ghost Ship Games (35 %)               | Copenhague, Danemark             | Novembre 2018         | [ 45 ]            |
| Coffee Stain                      | Lavapotion (60 %)                     | Göteborg, Suède                  | Novembre 2018         | [ 46 ]            |
| Coffee Stain                      | Other Tales Interactive (20 %)        | Copenhague, Danemark             | Novembre 2018         | [ 47 ]            |
| Easybrain                         | Easybrain                             | Minsk, Biélorussie               | Février 2021          | [ 48 ]            |
| The Gearbox Entertainment Company | Gearbox Software / Gearbox Publishing | Texas, États-Unis                | Février 2021          | [ 49 ]            |
| The Gearbox Entertainment Company | Gearbox Studio Québec                 | Québec, Canada                   | Février 2021          | [ 49 ]            |
| DECA Games                        | DECA Games Berlin                     | Berlin, Allemagne                | Août 2020             |                   |
| DECA Games                        | DECA Games Bulgaria                   | Sofia, Bulgarie                  | Août 2020             |                   |
| DECA Games                        | A Thinking Ape                        | Vancouver, Canada                | Novembre 2020         | [ 41 ]            |
| DECA Games                        | IUGO Mobile Entertainment             | Vancouver, Canada                | Novembre 2020         | [ 41 ]            |
| Plaion/Deep Silver                | Dambuster Studios                     | Nottingham, Angleterre           | Février 2018          | [ 50 ]            |
| Plaion/Deep Silver                | Fishlabs                              | Hambourg, Allemagne              | Février 2018          | [ 51 ]            |
| Plaion/Deep Silver                | Milestone                             | Milan, Italie                    | Août 2019             | [ 52 ]            |
| Plaion/Deep Silver                | Warhorse Studios                      | Prague, République tchèque       | Février 2019          | [ 53 ]            |
| Plaion/Deep Silver                | Vertigo Games                         | Pays-Bas                         | Septembre 2020        | [ 54 ]            |
| Plaion/Deep Silver                | Deep Silver Volition                  | Champaign, Illinois              | Février 2018          | [ 55 ]            |
| Plaion/Deep Silver                | Voxler                                | Paris, France                    | Février 2020          | [ 56 ]            |
| Plaion/Deep Silver                | Flying Wild Hog                       | Cracovie, Pologne                | Novembre 2020         | [ 57 ]            |
| Plaion/Deep Silver                | DigixArt                              | Montpellier, France              | août 2021             |                   |
| Plaion/Deep Silver                | Prime Matter (label d'édition)        | Munich, Allemagne                | juin 2021             |                   |
| THQ Nordic                        | Alkimia Interactive                   | Barcelone, Espagne               | Novembre 2020         | [ 41 ]            |
| THQ Nordic                        | Ashborne Games                        | Brno, République tchèque         | Novembre 2020         | [ 41 ]            |
| THQ Nordic                        | Black Forest Games                    | Offenbourg, Allemagne            | Août 2017             | [ 58 ]            |
| THQ Nordic                        | Bugbear Entertainment                 | Helsinki, Finlande               | Novembre 2018         | [ 59 ]            |
| THQ Nordic                        | Experiment 101                        | Stockholm, Suède                 | Novembre 2017         | [ 60 ]            |
| THQ Nordic                        | Grimlore Games                        | Munich, Allemagne                | Décembre 2013         | [ 61 ]            |
| THQ Nordic                        | Gunfire Games                         | Austin, Texas                    | Août 2019             | [ 62 ]            |
| THQ Nordic                        | HandyGames                            | Giebelstadt, Allemagne           | Juillet 2018          | [ 63 ]            |
| THQ Nordic                        | Mirage Game Studios                   | Karlstad, Suède                  | 2016                  | [ 64 ]            |
| THQ Nordic                        | Nine Rocks Games                      | Bratislava, Slovaquie            | Février 2020          | [ 65 ]            |
| THQ Nordic                        | Pieces Interactive                    | Skövde, Suède                    | Août 2017             | [ 66 ]            |
| THQ Nordic                        | Piranha Bytes                         | Essen, Allemagne                 | Mai 2019              | [ 67 ]            |
| THQ Nordic                        | Rainbow Studios                       | Phoenix, Arizona                 | 2013                  | [ 68 ]            |
| THQ Nordic                        | Pow Wow Entertainment                 | Vienne (Autriche)                | Août 2020             | [ 69 ]            |
| THQ Nordic                        | Alkimia Interactive                   | Barcelone, Espagne               | 2018                  | [ 70 ]            |

Autres filiales:
Quantic Lab est un studio d’assurance qualité, basé à Cluj-Napoca. Il est racheté en novembre 2020.